# Gerald Grosz
Gerald Grosz (ur. 15 lutego 1977 w Grazu) – austriacki polityk, przedsiębiorca i samorządowiec, parlamentarzysta krajowy, w latach 2013–2015 przewodniczący Sojuszu na rzecz Przyszłości Austrii (BZÖ).

## Życiorys
Kształcił się w Deutschlandsberg, gdzie uczęszczał do szkoły podstawowej i średniej oraz akademii handlowej. Odbył następnie praktyki zawodowe w firmie reklamowej w Grazu. W pierwszej połowie lat 90. dołączył do Wolnościowej Partii Austrii. Pełnił różne funkcje w strukturze partii i jej młodzieżówki. Był asystentem parlamentarzystów swojego ugrupowania, później zajmował stanowiska rzecznika prasowego i osobistego sekretarza ministra Herberta Haupta (2000–2005) oraz rzecznika prasowego sekretarza stanu Sigisberta Dolinscheka.
W 2005 opuścił FPÖ, dołączając do zainicjowanego przez Jörga Haidera Sojuszu na rzecz Przyszłości Austrii. W tym samym roku został przewodniczącym struktur tego ugrupowania Styrii, w latach 2006–2008 był jego sekretarzem generalnym, a od 2009 do 2010 pełnił funkcję wiceprzewodniczącego BZÖ. W latach 2005–2007 zasiadał w radzie miejskiej Deutschlandsberga. Od 2008 do 2013 sprawował mandat posła do Rady Narodowej XXIV kadencji, w tych samych latach był również radnym miejskim w Grazu. Od października 2013 do marca 2015 zajmował stanowisko przewodniczącego BZÖ.
Zajął się prowadzeniem działalności gospodarczej w branży konsultingowej. Wydał też kilka publikacji książkowych: Was zu sagen ist… (2020), Im Karussell des Wahnsinns (2020), Freiheit ohne Wenn und Aber (2021). Zarejestrował swoją kandydaturę w wyborach prezydenckich w 2022. W pierwszej turze głosowania z 9 października 2022 zajął 5. miejsce wśród 7 kandydatów, otrzymując 5,6% głosów. W 2023 formalnie zgłosił się do wyborów na funkcję przewodniczącego Socjaldemokratycznej Partii Austrii; jego kandydatura została jednak zdyskwalifikowana.

## Życie prywatne
Jest gejem; w 2013 zawarł związek partnerski ze swoim życiowym partnerem.